# 아라리촌
아라리촌(일본어: 安良里村)은 일본 시즈오카현의 동부 가모군에 속해있던 촌이다. 현재의 니시이즈정 북부에 해당한다.

## 역사
- 1889년 4월 1일 - 정촌제 시행에 의해 가모군 아라리촌이 성립하였다.
- 1956년 9월 30일 - 우구스촌과 합병해 가모촌이 성립하여, 동일 아라리촌은 폐지되었다.

## 교통

### 도로
- 1번국도
  - 국도 제136호선

## 참고문헌
- 角川日本地名大辞典 22 静岡県